# Kapela sv. Ivana Krstitelja u Kupinečkom Kraljevcu
Kapela sv. Ivana Krstitelja katolička je kapela koja se nalazi u zagrebačkoj četvrti Brezovica u Kupinečkom Kraljevcu. Kapela je sagrađena 1903. godine.  Uz kapelu se nalazi mrtvačnica i groblje Kupinečki Kraljevec.
Kapela, mrtvačnica i groblje nalaze se na vrhu uzvisine na oko 200 metara n.v. Prostor groblja je sa sjeverne i istočne strane okružen šumom, a sa zapada i juga je vrlo rahla obiteljska izgradnaj te poljoprivredne površine. Radi svoje arhitektonske i ambijentalne vrijednosti kapela je vrijedna sakralna građevina, te predstavlja prepoznatljiv akcent u prostoru sjeverozapanog dijela Vukomeričkih gorica.

## Galerija
- Prednje pročelje
- Ulazna vrata
- Pogled na kapelu s groblja
- Bočno pročelje